# Amyntas (fils d'Andromènes)
Pour les articles homonymes, voir Amyntas.
Amyntas (en grec ancien Ἀμύντας / Amyntas) est un officier macédonien sous le règne d'Alexandre le Grand. Il commande un bataillon de la phalange macédonienne en tant que taxiarque et trouve la mort en Sogdiane en 330 av. J.-C. Il est un proche de Philotas mais il échappe à la condamnation de complot contre le roi.

## Biographie

### Sous le règne d'Alexandre
Amyntas est l'aîné des fils attestés d'Andromènes de Tymphée : Attale, Simmias et Polémon. Il est probablement né peu après 365 av. J.-C. et élevé à la cour de Pella en tant que frère de lait (syntrophos) d'Amyntas IV, fils de Perdiccas III (un frère de Philippe II). Il est l'un des Compagnons d'Alexandre et peut-être l'un de ses Amis (philoi). Il apparaît proche de Philotas, fils de Parménion. Durant la campagne contre Thèbes en 335, il commande un bataillon (taxis) de la phalange macédonienne où son unité est associée à celle de Perdiccas qu'il accompagne dans l'assaut de la cité. De son rôle au Granique (334), on sait seulement qu'il est posté à droite du centre de la phalange. Après la bataille, il est envoyé à Sardes pour en accepter la reddition des Perses. Il commande peut-être l'un des trois bataillons assignés à Philotas pour la prise de Milet ; il réapparaît dans l'attaque infructueuse contre Myndos en Carie avec la cavalerie des Compagnons et les bataillons de Perdiccas et Coénos. Il commande un bataillon à Issos mais sa participation à la bataille n'est pas documentée par ailleurs. 
Peu de temps après la prise de Gaza (fin 332), Amyntas est envoyé en Macédoine avec dix trières dans le but d'engager des renforts. Il rejoint le roi en Sittacène à la fin de 331, apportant avec lui 6 000 fantassins et 500 cavaliers macédoniens ainsi que 3 500 fantassins et 600 cavaliers thraces, 4 000 mercenaires du Péloponnèse et 50 pages. À son retour, Amyntas reprend le commandement de son bataillon qui fait partie du contingent envoyé pour franchir la rivière Araxe tandis qu'Alexandre combat aux Portes persiques. Dans la campagne contre les Mardes d'Hyrcanie, son bataillon et celui de Coénos accompagnent le roi alors que le gros de l'armée est resté sur les rives de la mer Caspienne. La même force est dirigée par Alexandre contre Satibarzanes.

### Rôle dans la conjuration de Philotas
La loyauté des fils d'Andromènes est remise en cause à la suite d'une affaire concernant Olympias. En effet lors de sa mission de recrutement en Macédoine, Amyntas a pris à son service des jeunes hommes de la cour d'Olympias qui écrit des lettres de récrimination à Alexandre. Mais surtout il entretient des liens d'amitié étroits avec Philotas, le fils de Parménion. Comme lui, il est aussi en bons termes avec Amyntas IV que Philippe II a évincé du pouvoir.
Après l'exécution de Philotas pour cause de trahison supposée en 330 av. J.-C., Amyntas et deux de ses frères, Attale et Simmias, sont arrêtés car suspectés d'avoir été engagés dans le complot. Les suspicions ont été renforcées par la fuite de son frère Polémon. Cependant, Amyntas défend sa fratrie avec conviction, et leur acquittement est plus tard confirmé par le retour en grâce de Polémon. Condamner la fratrie n'est pas souhaitable pour Alexandre, sinon impossible ; car il doit s'attendre à ce qu'un tiers de l'infanterie macédonienne soit à ses côtés, soit le bataillon d'Amyntas ainsi que ceux de Polyperchon et d'Attale. Il a en outre été élevé à la cour avec Alexandre lui-même. Peu de temps après l'acquittement, Amyntas est tué en recevant une flèche durant l'assaut d'un village.

## Sources antiques
- Arrien, Anabase [lire en ligne].
- Diodore de Sicile, Bibliothèque historique [détail des éditions] [lire en ligne], XVII.
- Quinte-Curce, L'Histoire d'Alexandre le Grand [lire en ligne].